# Дрессер (Вісконсин)
Дрессер (англ. Dresser) — селище (англ. village) в США, в окрузі Полк штату Вісконсин. Населення — 935 осіб (2020).

## Географія
Дрессер розташований за координатами 45°21′47″ пн. ш. 92°38′5″ зх. д. / 45.36306° пн. ш. 92.63472° зх. д. (45.363176, -92.634675).  За даними Бюро перепису населення США в 2010 році селище мало площу 5,03 км², з яких 5,02 км² — суходіл та 0,01 км² — водойми.

## Демографія
Згідно з переписом 2010 року, у селищі мешкало 895 осіб у 361 домогосподарстві у складі 231 родини. Густота населення становила 178 осіб/км².  Було 382 помешкання (76/км²).
Расовий склад населення:
| - 98,1 % — білих - 0,4 % — азіатів - 0,2 % — чорних або афроамериканців - 0,1 % — вихідців з тихоокеанських островів |

До двох чи більше рас належало 0,4 %. Частка іспаномовних становила 1,9 % від усіх жителів.
За віковим діапазоном населення розподілялося таким чином: 27,5 % — особи молодші 18 років, 60,0 % — особи у віці 18—64 років, 12,5 % — особи у віці 65 років та старші. Медіана віку мешканця становила 34,6 року. На 100 осіб жіночої статі у селищі припадало 93,7 чоловіків;  на 100 жінок у віці від 18 років та старших — 90,9 чоловіків також старших 18 років.
Середній дохід на одне домашнє господарство  становив 50 941 долар США (медіана — 40 500), а середній дохід на одну сім'ю — 55 562 долари (медіана — 49 500). Медіана доходів становила 42 955 доларів для чоловіків та 29 500 доларів для жінок. За межею бідності перебувало 14,0 % осіб, у тому числі 17,5 % дітей у віці до 18 років та 1,9 % осіб у віці 65 років та старших.
Цивільне працевлаштоване населення становило 425 осіб. Основні галузі зайнятості: виробництво — 23,3 %, освіта, охорона здоров'я та соціальна допомога — 20,7 %, будівництво — 12,0 %, мистецтво, розваги та відпочинок — 8,9 %.